# 1,4-二(三氯甲基)苯
1,4-二(三氯甲基)苯是一种有机化合物，化学式为C6H4(CCl3)2。它是白色固体，工业上通过氯化对二甲苯制得。它和对苯二甲酸反应，可以得到对苯二甲酰氯（克維拉的前驱体）。它和二氧化硫反应，也能得到这一二酰氯，以及氯化亚砜。它和氟化氢在1,2-二氯乙烷中反应，可以得到1,4-二(氯二氟甲基)苯。它和磺酰氯在氯化铝存在下加热反应，可以得到1,4-二(三氯甲基)四氯苯。